# Кемпіна (Білобжезький повіт)
Кемпіна (пол. Kępina) — село в Польщі, у гміні Радзанув Білобжезького повіту Мазовецького воєводства.